# Салден, Лара
Лара Салден (нидерл. Lara Salden; род. 29 января 1999, Бре, Фламандский регион) — бельгийская профессиональная теннисистка. Финалистка одного турнира WTA (2024) в парном разряде; и победительница 28 турниров ITF (6 — в одиночном разряде).

## Общая биография
Родилась 29 января 1999 года в Бре, во Фландрии, в Бельгии.

## Спортивная карьера
В 2018—2022 годах стала победительницей шести турниров ITF в одиночном разряде.
И в 2017—2024 годах стала победительницей ещё двадцати двух турниров ITF в парном разряде.
В начале ноября 2024 года стала финалисткой в парном разряде турнира категории WTA 250 Открытый чемпионат Мериды (Мексика) вместе с соотечественницей Магали Кемпен, где они в финале проиграли паре Ингрид Мартинс и Куинн Глисон со счётом 4-6, 4-6.

## Итоговое место в рейтинге WTA по годам
| Год  | Одиночный рейтинг | Парный рейтинг |
| 2024 | 545               | 119            |
| 2023 | 625               | 502            |
| 2022 | 534               | 363            |
| 2021 | 365               | 202            |
| 2020 | 246               | 302            |
| 2019 | 288               | 360            |
| 2018 | 547               | 510            |
| 2017 | 1097              | 901            |